# البا (میزوری)
البا، میسوری (به انگلیسی: Alba, Missouri) یک شهر در ایالات متحده آمریکا است که در میزوری واقع شده‌است.

## خصوصیات
البا ۰٫۸۵ کیلومترمربع مساحت و ۵۵۵ نفر جمعیت دارد و ۳۰۲ متر بالاتر از سطح دریا واقع شده‌است.